# Mindhunter
Mindhunter és una sèrie de televisió nord-americana que va ser estrenada el 13 d'octubre de 2017 a Netflix. Està basada en el llibre Mind Hunter: Inside FBI's Elite Serial Crime Unit de Mark Olshaker i John I. Douglas.
Dirigida per David Fincher, Asif Kapadia, Tobias Lindholm i Andrew Douglas, la sèrie s'ambienta a l'any 1977 i se centra en dos agents de l'FBI —interpretats per Jonathan Groff i Holt McCallany—, que es dediquen a entrevistar assassins en sèrie empresonats per a intentar resoldre casos en curs.

## Argument
A finals dels anys 1970, dos agents de l'FBI es reuneixen amb assassins i violadors empresonats per a desenvolupar perfils psicològics de criminals, però els seus caps temen que s'estiguin involucrant massa amb els seus entrevistats.

## Repartiment
- Jonathan Groff com a Holden Ford, un agent especial del FBI pertanyent a la Unitat d'Anàlisi de Conducta; basat en John E. Douglas.[7]
- Holt McCallany com a Bill Tench, un agent especial de l'FBI pertanyent a la Unitat d'Anàlisi de Conducta; basat en Robert K. Ressler.[8]
- Hannah Gross com a Deborah 'Debbie' Mitford, xicota de Holden i estudiant de postgrau de la Universitat de Virgínia.
- Anna Torv com a Wendy, una psicòloga; basada en la Dra. Ann Wolbert Burgess.
- Cotter Smith com a Shepard, cap d'unitat de l'Acadèmia Nacional d'Entrenament de l'FBI.
- Stacey Roca com a Nancy Tench, l'esposa de Bill.
- Joe Tuttle com el Detectiu Greg Smith
- Alex Morf com el Detectiu Mark Ocasek
- Duke Lafoon com el Detectiu Gordon Chambers
- Peter Murnik com el Detectiu Roy Carver
- Sonny Valicenti com a Dennis Rader
- Cameron Britton com a Edmund Kemper
- Happy Anderson com a Jerry Brudos

## Episodis
| 1 | 1  | Capítol 1  | David Fincher   | Joe Penhall                                                     | 13 d'octubre de 2017 |
| En 1977, el frustrat negociador de l'FBI Holden Ford forma una aliança inesperada amb l'agent veterà Bill Trench i comença a estudiar un nou tipus d'assassinat.                        |    |            |                 |                                                                 |                      |
| 2 | 2  | Capítol 2  | David Fincher   | Joe Penhall                                                     | 13 d'octubre de 2017 |
| Holden entrevista al sinistre i eloqüent assassí Ed Kemper, però la seva recerca provoca una reacció negativa del FBI.                                                                  |    |            |                 |                                                                 |                      |
| 3 | 3  | Capítol 3  | Asif Kapadia    | Història: Joe Penhall Adaptació: Joe Penhall i Ruby Rau Spiegel | 13 d'octubre de 2017 |
| Per primera vegada, les recerques de Holden i Tench condueixen a un arrest, la qual cosa convenç a Tench d'incorporar a la Dra. Wendy Carr a l'equip.                                   |    |            |                 |                                                                 |                      |
| 4 | 4  | Capítol 4  | Asif Kapadia    | Història: Joe Penhall Adaptació: Joe Penhall i Dominic Orlando  | 13 d'octubre de 2017 |
| Bill i Holden consulten amb la Dra. Wendy Carr per començar a classificar als subjectes. L'equip rep impactants notícies.                                                               |    |            |                 |                                                                 |                      |
| 5 | 5  | Capítol 5  | Tobias Lindholm | Jennifer Haley                                                  | 13 d'octubre de 2017 |
| Holden i Bill s'encarreguen d'un desconcertant cas a Pennsilvània en el qual una sèrie de pistes apunta a múltiples sospitosos.                                                         |    |            |                 |                                                                 |                      |
| 6 | 6  | Capítol 6  | Tobias Lindholm | Història: Joe Penhall Adaptació: Joe Penhall i Tobias Lindholm  | 13 d'octubre de 2017 |
| Wendy considera una oferta. Holden i Bill tenen dificultats per comunicar la importància dels seus descobriments sobre l'inaudit cas de Altoona al sistema judicial.                    |    |            |                 |                                                                 |                      |
| 7 | 7  | Capítol 7  | Andrew Douglas  | Història: Joe Penhall Adaptació: Joe Penhall i Jennifer Haley   | 13 d'octubre de 2017 |
| Wendy assumeix un gran risc professional per dedicar-se exclusivament a l'equip. Holden i Bill estan exposats a una intensitat emocional cada vegada més difícil de dominar.            |    |            |                 |                                                                 |                      |
| 8 | 8  | Capítol 8  | Andrew Douglas  | Història: Erin Levy Adaptació: Erin Levy i Jennifer Haley       | 13 d'octubre de 2017 |
| Bill i Wendy entrevisten candidats per sumar un quart integrant a l'equip. Una sèrie de queixes sobre l'estrany hàbit d'un director d'escola intriga a Holden.                          |    |            |                 |                                                                 |                      |
| 9 | 9  | Capítol 9  | David Fincher   | Història: Carly Wray Adaptació: Carly Wray i Jennifer Haley     | 13 d'octubre de 2017 |
| Els mètodes de Holden en una inquietant entrevista amb l'assassí múltiple Richard Speck sembren discòrdia en l'equip i donen lloc a una recerca interna del FBI.                        |    |            |                 |                                                                 |                      |
| 10 | 10 | Capítol 10 | David Fincher   | Història: Joe Penhall Adaptació: Joe Penhall i Jennifer Haley   | 13 d'octubre de 2017 |
| L'equip cedeix davant la pressió d'una avaluació interna. Amb la seva tàctica audaç, Holden obté una confessió, però posa en risc la seva carrera, les seves relacions i la seva salut. |    |            |                 |                                                                 |                      |

## Promoció
El primer avanç de Mindhunter va ser publicat l'1 de març de l'any 2017. Posteriorment, l'1 d'agost, va ser divulgat un segon avanç de dos minuts de durada.

## Crítica
La pàgina Metacritic li va atorgar a la sèrie 76 punts considerant 16 opinions professionals, la qual cosa significa «Crítiques generalment favorables».

En el lloc web Rotten Tomatoes, la primera temporada de Mindhunter va aconseguir un 96% d'aprovació tenint en compte 26 ressenyes professionals. El consens de Rotten Tomatoes és:
| « | Mindhunter distinguishes itself in a crowded genre with ambitiously cinematic visuals and a meticulous attention to character development. | "Mindhunter" es destaca en un atapeït gènere amb imatges assedegadament cinematogràfiques i una acurada atenció al desenvolupament dels personatges. | » |